# Навгілем
Навгіле́м (тадж. Навгилем) — кишлак в Согдійському вілояті Таджикистану, центр Навгілемського джамоату Ісфаринської нохії. Кишлак є одним з найбільших сіл у країні.
Кишлак розташований в долині річки Ісфара, на березі каналу Чільгазі. Поселення є приміською зоною міста Ісфара.
На південній околиці кишлаку розташований аеропорт Ісфара.
| Таджикистан | Це незавершена стаття з географії Таджикистану. Ви можете допомогти проєкту, виправивши або дописавши її. |